# Kira Lewis Jr.
Kira Aundrea Lewis Jr. (Meridianville, 6 april 2001) is een Amerikaans basketballer.

## Carrière
Lewis speelde collegebasketbal voor de Alabama Crimson Tide voordat hij zich in 2020 kandidaat stelde voor de de NBA draft.. Hij werd als dertiende gekozen in de eerste ronde door de New Orleans Pelicans. Hij maakte zijn NBA-debuut op 29 december tegen de Phoenix Suns. Lewis speelde naast de Pelicans ook voor Birmingham Squadron. Op 17 januari 2024 werd hij geruild naar de Indiana Pacers voor een draftpick. Diezelfde dag werd hij geruild naar de Toronto Raptors samen met Bruce Brown en Jordan Nwora voor Pascal Siakam.
Na amper 1 wedstrijd voor de Raptors werd hij op 8 februari 2024 samen met Otto Porter Jr. en een toekomstige draftkeuze geruild naar de Utah Jazz voor Ochai Agbaji en Kelly Olynyk. Hij tekende in augustus 2024 een contract bij de Washington Wizards.

## Statistieken

### Regulier seizoen
| Seizoen  | Team                 | WG  | WS | MPW  | 2P%  | 3P%  | FW%  | RPW | APW | SPW | BPW | PPW |
| -------- | -------------------- | --- | -- | ---- | ---- | ---- | ---- | --- | --- | --- | --- | --- |
| 2020/21  | New Orleans Pelicans | 54  | 0  | 16,7 | 38,6 | 33,3 | 84,3 | 1,3 | 2,3 | 0,7 | 0,2 | 6,4 |
| 2021/22  | New Orleans Pelicans | 24  | 0  | 14,2 | 40,4 | 22,4 | 83,3 | 1,6 | 2,0 | 0,5 | 0,0 | 5,9 |
| 2022/23  | New Orleans Pelicans | 25  | 0  | 9,4  | 45,5 | 44,1 | 86,4 | 1,3 | 0,9 | 0,4 | 0,1 | 4,6 |
| 2023/24  | New Orleans Pelicans | 15  | 0  | 9,6  | 30,8 | 10,0 | 90,9 | 0,9 | 1,2 | 0,3 | 0,1 | 2,9 |
| 2023/24  | Toronto Raptors      | 1   | 0  | 1,6  | —    | —    | —    | 0   | 0   | 0   | 0   | 0   |
| 2023/24  | Utah Jazz            | 12  | 0  | 9,9  | 45,0 | 15,4 | 77,8 | 1,0 | 1,6 | 0,3 | 0,1 | 3,8 |
| Carrière | Carrière             | 131 | 0  | 13,3 | 39,7 | 29,4 | 84,8 | 1,3 | 1,8 | 0,5 | 0,1 | 5,2 |

### Play-in
| Seizoen  | Team                 | WG | WS | MPW | 2P% | 3P% | FW% | RPW | APW | SPW | BPW | PPW |
| -------- | -------------------- | -- | -- | --- | --- | --- | --- | --- | --- | --- | --- | --- |
| 2022/23  | New Orleans Pelicans | 1  | 0  | 4,7 | 0   | 0   | –   | 1,0 | 0   | 0   | 0   | 0   |
| Carrière | Carrière             | 1  | 0  | 4,7 | 0   | 0   | –   | 1,0 | 0   | 0   | 0   | 0   |